# Персональний журналізм
Персона́льний журналізм — явище у журналістиці, коли за певним періодичним виданням стоїть особистість редактора чи видавця, який ідеологічно впливає на політику видання.

## Суть персонального журналізму
У добу просвітництва європейська цивілізація вийшла на новий етап економічних, соціально-політичних та ідеологічних форм. Абсолютистські режими XVIII століття змінилися на демократичні, феодальні економічні відносини — на капіталізм. Наука та філософія почала розвиватись у раціоналістичному напрямку, а принципи толерантності поширювались серед усіх верств соціуму. Усі ці зміни відбулись завдяки кривавим революціям та війнам за незалежність. Соціально-політичні та економічні зміни відбувались одночасно з становленням нового етапу розвитку суспільства, який назвали «Просвітництво». Ця ідейна течія поширювалась завдяки міжнародній книжній торгівлі та перекладацькій діяльності. "Просвітництво за допомогою розуму, " — саме таким було гасло тогочасної європейської освіченої частини населення.
Саме в період Просвітництва активно розвивалась журнальна періодика. На той момент ідеологами та елітою були філософи та письменники. Саме тому роль друкованого слова у формуванні свідомості соціуму була надзвичайно важливою. Цей період називають епохою персонального журналізму. Вагому роль у створенні журналістських матеріалів грали редактори та видавці, адже саме вони втілювали свої ідеї та переконання у редакційній політиці. Журнали стали одним з рупорів просвітницьких принципів у комунікативній системі тогочасності.
Становлення друкованих видань безпосередньо пов'язано з розвитком журналістської майстерності. Тенденція до персонального журналізму вимагала від автора професійного універсалізму.
Наприклад, журнал «Рев'ю», який видавав Даніель Дефо був втіленням ідей автора. Матеріали на політичну, комерційну, соціальну тематику вимагали від Дефо навичок універсального журналіста. Він був одночасно репортером, редактором, коментатором. Річард Стіль, ірландець за походженням, також є прикладом тогочасного персонального журналізму, адже Стіль самостійно створював, редагував тексти та був основним автором своїх видань. Розквіт персонального журналізму припав на часи Французької революції, адже суспільний підйом вимагав від тогочасної еліти служіння істини.